# Wybory parlamentarne w Niemczech w 2005 roku
Wybory parlamentarne w Niemczech odbyły się 18 września 2005 roku w 298 z 299 okręgów wyborczych. W okręgu nr 160 (Drezno I) wybory przeprowadzono dopiero 2 października z powodu śmierci kandydatki z partii NPD.

## Tło polityczne wyborów

Wyniki

Kanclerz Niemiec Gerhard Schröder poprosił prezydenta Horsta Köhlera o skrócenie kadencji Bundestagu po tym, jak SPD zaczęła systematycznie tracić poparcie społeczne i przegrała wybory lokalne w Nadrenii Północnej-Westfalii. 1 lipca 2005 roku Schröder nie uzyskał wotum zaufania w Bundestagu. Wotum zaufania dla gabinetu kanclerza poparło 151 deputowanych, partia SPD i Sojusz 90/Zieloni, zgodnie z sugestią Schrödera wstrzymali się od głosu. W telewizyjnym przemówieniu z 21 lipca 2005 prezydent zgodził się na rozwiązanie parlamentu i przeprowadzenie przedterminowych wyborów. Jeszcze przed ogłoszeniem oficjalnego stanowiska prezydenta kilku deputowanych zapowiedziało zaskarżenie do Trybunału Konstytucyjnego ewentualnej decyzji o rozwiązaniu parlamentu. W tym momencie kandydatem na kanclerza partii CDU/CSU była Angela Merkel, przewodnicząca CDU.

## Kampania wyborcza

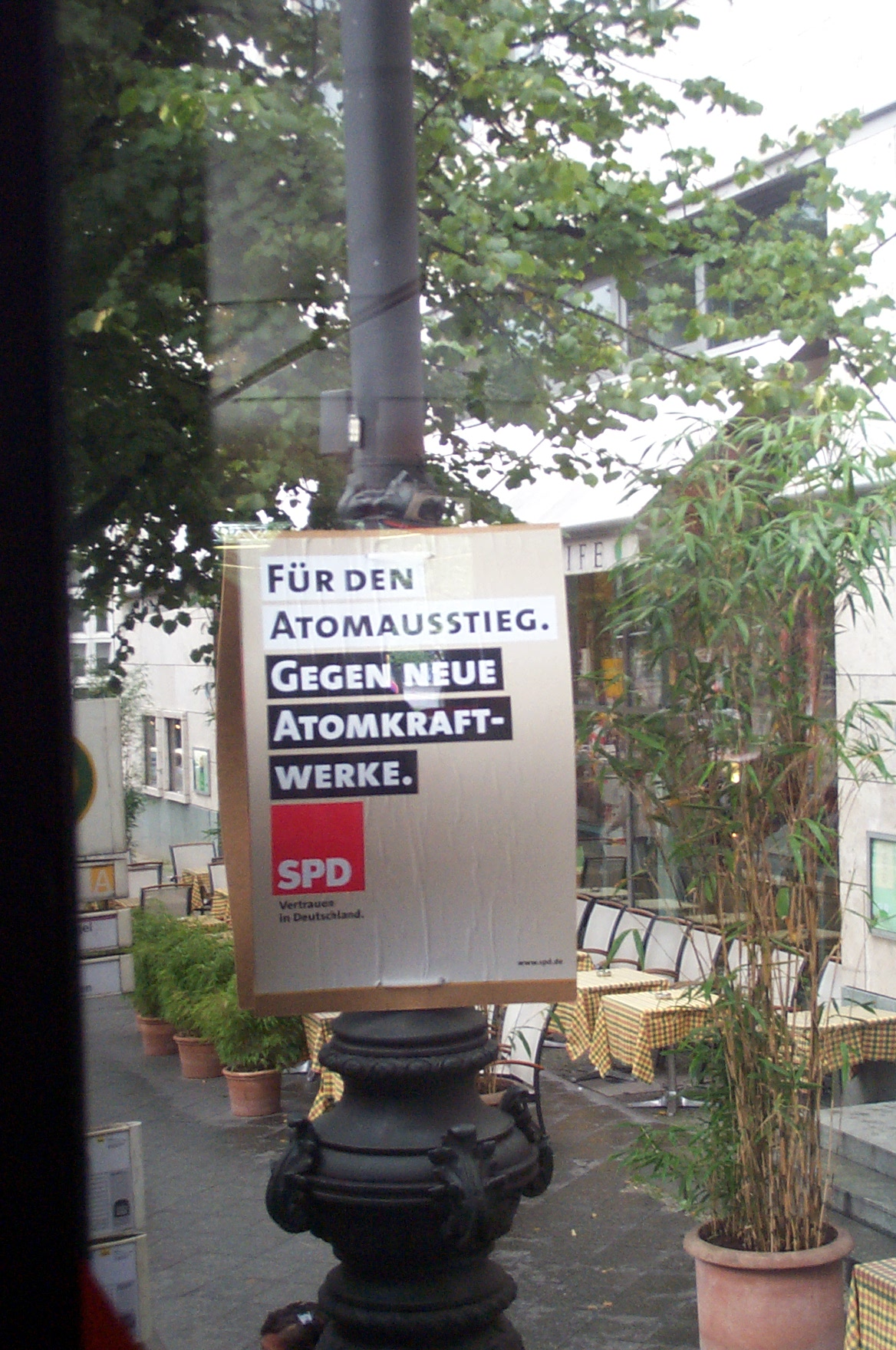
Plakaty wyborcze SPD na ulicach miast

Kampania przebiegała w sposób agresywny. Politycy z każdej strony walczyli o głosy wyborców do ostatniej chwili. W Niemczech brak jest ustawy ustanawiającej ciszę wyborczą. Do tej pory istniała między partiami niepisana umowa, że kampania kończyła się w piątek, dwa dni przed wyborami. W tym roku jednak zarówno Schröder z SPD, jak i Merkel z CDU zapowiedzieli, że będą walczyć o głosy niezdecydowanych do końca. Podobnie postąpili liderzy innych partii. W weekend kampania przerodziła się w bezpardonową walkę. W ostatnim dniu przed wyborami kanclerz Schröder odwiedził wyborców w Recklinghausen w Nadrenii Północnej-Westfalii, gdzie krytykował emerytalną reformę przygotowaną przez CDU oraz nowelizację prawa pracy. Angela Merkel natomiast w tym samym czasie była z kampanią w Bonn, gdzie zarzucała kanclerzowi manipulację społeczeństwem oraz to, że w tajemnicy przed rodakami przygotowuje program cięć budżetowych, które mają być wdrożone po wyborach.
Kampania momentami przeradzała się w wymianę obelg. Sekretarz generalny CSU Markus Söder nazwał polityka lewicy Oskara Lafontaine’a „chciwym kogutem”, natomiast Joschka Fischer oświadczył, że „od gadania Lafontaine’a zbiera mu się na wymioty”. Kandydat na kanclerza Gerhard Schröder, chcąc bronić partyjnego kolegi, nazwał całą frakcję CDU/CSU „bandą starych meneli”. Ci kontratakowali, nazywając socjaldemokratów „bandą starych worków (jąder)”.
Nie przeszkodziło im to później w zawarciu koalicji.

## Wyniki wyborów

### Propozycje koalicji rządowych
Według wstępnych wyników oficjalnych najwięcej głosów zdobyła opozycyjna CDU/CSU (ok. 35,2%), zaś współrządząca SPD ok. 34,2%. Żadna z tych partii nie była w stanie stworzyć większościowego rządu ze swoim tradycyjnym partnerem politycznym (odpowiednio FDP 9,8% i Grüne 8,1%). Do parlamentu weszła też lewicowa Die Linkspartei. (8,7%). Możliwość koalicji z dotychczas rządzącymi SPD i Zielonymi wykluczyła liberalna FDP (Koalicja sygnalizacji świetlnej), natomiast SPD wykluczyła koalicję rządową z Die Linkspartei. Jedną z możliwości był sojusz CDU/CSU z FDP oraz Partią Zielonych (Koalicja jamajska), wykluczony jednak przez tych ostatnich. Realna stała się Wielka koalicja CDU/CSU-SPD. Głównym problemem w rozmowach pomiędzy partiami było stanowisko kanclerza, gdyż ubiegali się o nie zarówno Merkel, jak i Schröder. Ostatecznie 9 października 2005 uzgodniono, że kanclerzem zostanie Angela Merkel.

### Oficjalne wyniki
|                         | Partia                  | Głosy      | Procent (zmiana) | Procent (zmiana) | Mandaty (zmiana) | Mandaty (zmiana) | % mandatów |
| ----------------------- | ----------------------- | ---------- | ---------------- | ---------------- | ---------------- | ---------------- | ---------- |
|                         | CDU                     | 13.136.740 | 27,78%           | -1,7%            | 180              | -10              | 29,32%     |
|                         | CSU                     | 3.494.309  | 7,39%            | -1,6%            | 46               | -12              | 7,49%      |
| CDU/CSU razem w sojuszu | CDU/CSU razem w sojuszu | 16.631.049 | 35,17%           | −3,34%           | 226              | -22              | 36,81%     |
|                         | SPD                     | 16.194.665 | 34,25%           | -4,28%           | 222              | -29              | 36,16%     |
|                         | FDP                     | 4.648.144  | 9,83%            | +2,4%            | 61               | +14              | 9,93%      |
|                         | Die Linkspartei         | 4.118.194  | 8,71%            | +4,7%            | 54               | +52              | 8,79%      |
|                         | Sojusz 90/Zieloni       | 3.838.326  | 8,12%            | -0,5%            | 51               | -4               | 8,31%      |
|                         | Inne                    | 1.857.610  | 3,93%            | +1,0%            | 0                | –                | 0          |
|                         | Razem                   | 47.287.988 | 100,0%           | –                | 614              | –                | 100,0%     |
|                         | Frekwencja              | Frekwencja | Frekwencja       | Frekwencja       | Frekwencja       | Frekwencja       | 77,7%      |

SPD
CDU/CSU
FDP
Linke PDS
Green
NPD